# Captorhinikos
Il captorinico (gen. Captorhinikos) è un rettile estinto, appartenente ai captorinidi. Visse nel Permiano inferiore (circa 280 - 272 milioni di anni fa) e i suoi resti fossili sono stati ritrovati in Nordamerica e in Sudamerica.

## Descrizione
Questo animale, simile a una tozza lucertola, era caratterizzato da cinque file di denti nelle mascelle e nelle mandibole. I denti erano a forma di proiettile, tozzi alla base e leggermente appuntiti in cima. Captorhinikos si distingueva dal coevo, e per molti versi assai simile, Labidosaurikos per la presenza di una flangia traversa dello pterigoide a forma di U più larga e maggiormente denticolata; questa caratteristica era condivisa con il più arcaico Labidosaurus. 

## Classificazione
Il genere Captorhinikos venne descritto per la prima volta da E. C. Olson nel 1954, sulla base di fossili ritrovati nella formazione Vale del Texas, in terreni del Permiano inferiore; la specie tipo è Captorhinikos valensis. Olson, nel 1954, descrisse anche C. chozaensis, conosciuta per fossili trovati in Texas e in Oklahoma. Un'altra specie, descritta nel 1970 dallo stesso Olson e proveniente dal Permiano inferiore dell'Oklahoma, è C. parvus. Al genere Captorhinikos sono stati attribuiti anche fossili provenienti dalla formazione Pedra de Fogo Formation (Piauí, Brasile): questi resti testimoniano la notevole distribuzione geografica di questi animali.
Captorhinikos è un rappresentante piuttosto derivato dei captorinidi, un gruppo di rettili arcaici vicini all'origine dei diapsidi. In particolare, Captorhinikos fa parte del clade Moradisaurinae, comprendente i captorinidi più specializzati e dotati di numerose file di denti nelle mascelle.